# Enicosanthum gigantifolium
Enicosanthum gigantifolium là loài thực vật có hoa thuộc họ Na. Loài này được (Merr.) Airy Shaw mô tả khoa học đầu tiên năm 1939.